# 1989–1990-es magyar férfi vízilabda-bajnokság (másodosztály)
Az 1989–1990-es magyar férfi másodosztályú vízilabda-bajnokságban tíz csapat indult el, a csapatok két kört játszottak.

## Tabella
| #   | Csapat                | M  | Gy | D | V  | G+  | G-  | P  | Megjegyzés     |
| --- | --------------------- | -- | -- | - | -- | --- | --- | -- | -------------- |
| 1.  | MAFC                  | 18 | 12 | 3 | 3  | 169 | 113 | 27 |                |
| 2.  | Tipográfia TE         | 18 | 13 | 1 | 4  | 202 | 168 | 27 |                |
| 3.  | EVIG-Ceglédi VSE      | 18 | 11 | 2 | 5  | 207 | 172 | 24 |                |
| 4.  | Kecskeméti VSC        | 18 | 9  | 5 | 4  | 195 | 161 | 23 |                |
| 5.  | Szentesi Vasutas SC   | 18 | 9  | 3 | 6  | 200 | 204 | 21 |                |
| 6.  | KSI                   | 18 | 9  | 2 | 7  | 207 | 169 | 20 |                |
| 7.  | Hódmezővásárhelyi VSC | 18 | 8  | 2 | 8  | 211 | 221 | 16 | 2 pont levonva |
| 8.  | Egri Vízmű            | 18 | 4  | 3 | 11 | 146 | 193 | 11 |                |
| 9.  | Bánki Donát FSE       | 18 | 3  | 0 | 15 | 153 | 209 | 6  |                |
| 10. | Ybl Miklós FSE        | 18 | 1  | 1 | 16 | 148 | 228 | 3  |                |

* M: Mérkőzés Gy: Győzelem D: Döntetlen V: Vereség G+: Dobott gól G-: Kapott gól P: Pont
MAFC játékosai: Márai Tamás; dr. Tóth Bagi Zoltán; Nyárádi László; dr. Tamás Róbert; Just Péter; dr. Pozsgai Gyula; Élő Gábor; Homolya István; 
Olesváry Balázs; Tamás Jenő; Törgyekes Szabolcs; Miklós Attila; Belák Mihály; Benedek Péter; Irmes Sándor; 
Edző:Tóth Endre   

## Osztályozó az OB I-be jutásért
Tatabányai Bányász–EVIG-Ceglédi VSE 10–9